# Національна консерваторія Греції
Національна консерваторія Греції (грец. Εθνικό Ωδείο) — заснувана в Афінах у вересні 1919 року композитором Манолісом Каломірісом та низкою інших відомих митців, як Харіклея Каломірі, Маріка Котопулі, Діонісіос Лавранґас та Софія Спануді.
Впродовж багатьох років консерваторія була єдиним грецьким освітнім та кільтурним закладом, який би репрезентував грецьку спільноту за кордоном шляхом відкриття філій в Єгипті та на Кіпрі (1948). За ці роки багато відомих діячів мистецтва співпрацювали з консерваторією, серед них Марія Каллас, Габрієль П’єрне, Дімітріс Мітропулос і Авра Теодоропулу. Серед студентів консерваторії були Марія Каллас, Леонідас Кавакос, Агнес Балца та співачка Манто.
Коли в 1940 році була заснована грецька Національна опера дві третини її співробітників були випускниками Національної консерваторії.